# أوماري هاتشينسون
أوماري هاتشينسون (مواليد 29 أكتوبر 2003) هو لاعب كرة قدم جاميكي يلعب في مركز خط الوسط في نادي تشيلسي.

## روابط خارجية
- أوماري هاتشينسون على موقع إي إس بي إن إف سي (الإنجليزية)
- أوماري هاتشينسون على موقع قاعدة بيانات كرة القدم.إي يو (الإنجليزية)
- أوماري هاتشينسون على موقع ليكيب (الفرنسية)
- أوماري هاتشينسون على موقع ناشيونال فوتبول تيمز (الإنجليزية)
- أوماري هاتشينسون على موقع Soccerbase.com (لاعب) (الإنجليزية)
- أوماري هاتشينسون على موقع Soccerway.com (الإنجليزية)
- أوماري هاتشينسون على موقع عالم كرة القدم.نت (الإنجليزية)